# Saison 1 d'On n'demande qu'à en rire
La première saison d'On n'demande qu'à en rire, émission télévisée française de divertissement, a été diffusée sur France 2 du lundi 6 septembre 2010 au jeudi 30 juin 2011.

## Évolution des règles

### Premier semestre
Pendant le premier semestre, toutes les émissions avaient le même déroulement, celui d'une émission « habituelle ». L'émission spéciale du lundi n'existait pas. Pendant cette période, les candidats repêchés revenaient après un délai plus ou moins long (décidé par la production), ce fut notamment le cas de Jérémy Ferrari. À l'époque, le repêchage était fait à la discrétion de Laurent Ruquier qui prenait en compte les notes des jurés et du public du Moulin-Rouge.
La composition du jury connut un changement radical à partir du 18 octobre 2010 (pour plus de précision, voir la section sur le jury).

### Second semestre
L'émission spéciale du lundi apparait en janvier 2011 et permit (entre autres) aux candidats repêchés de soumettre leur sketch au vote des téléspectateurs.
À l'origine, les quatre humoristes qui passaient le lundi étaient sélectionnés par Laurent Ruquier pendant les quatre émissions habituelles de la semaine précédente (un par jour) et la liste était donnée pendant l'émission du vendredi soir mais cette pratique a progressivement disparu.
Depuis le 15 mars 2011, les humoristes pensionnaires (humoristes ayant effectué plus de 10 passages) n'ont plus le choix parmi la liste des sujets, le thème leur est imposé par Laurent Ruquier.
À partir d'avril 2011, la principale règle de repêchage devient la note du public du Moulin-Rouge qui doit être supérieure à 12 (voire 13 dans certains cas).
Initialement, si tous les humoristes de l'émission obtenaient plus de 12/20 pendant l'émission en direct du lundi, celui qui avait reçu la note la plus basse de la part des téléspectateurs devait être éliminé (les notes du jury et du public du Moulin-Rouge devaient départager les candidats en cas d'égalité). En pratique, cette dernière règle n'eut jamais à être appliquée et disparut du rappel des règles à partir de l'émission du 18 avril 2011.

## Repêchages
Certains humoristes peuvent bénéficier de « repêchage » quand leur score final est proche de 60, quand le public du Moulin-Rouge leur donne une bonne note (12 ou 13) ou quand le jury souhaite leur donner une autre chance. Dans ce cas, ils peuvent revenir lors d'une émission spéciale en direct un lundi. Même certains pensionnaires sont passés par la séance de repêchage : 
- Arnaud Tsamere lors de son 8e passage le 4 février 2011 a obtenu une note de 59/100 l'envoyant en repêchage; il a été repêché le lundi suivant avec une note de 16/20 des téléspectateurs.
- Constance  lors de son 8e passage le 11 février 2011 a obtenu une note de 59/100 l'envoyant en repêchage; elle a été repêchée le lundi suivant avec une note de 16/20 des téléspectateurs.
- Olivier de Benoist lors de son 35e passage en duo avec Babass pour son 14e passage le 4 mars 2011 ont obtenu une note de 57/100 les envoyant en repêchage ; ils ont été repêchés le mardi 8 mars 2011 avec une note de 18/20 des téléspectateurs.
- Jérémy Ferrari lors de son 11e passage le 2 décembre 2010 a obtenu une note de 59/100. Laurent Ruquier l'a « mis au repos » et il est revenu 8 jours plus tard. Lors de son 26e passage le 18 mars 2011 a obtenu une note de 57/100 l'envoyant en repêchage ; il a été repêché le lundi suivant avec une note de 17/20 des téléspectateurs.
- Les Kicékafessa lors de leur 7e passage le 28 avril 2011 ont obtenu une note de 54/100 les envoyant en repêchage; ils ont été repêchés le lundi suivant avec une note de 17/20 des téléspectateurs.
- Alors que le repêchage par les téléspectateurs n'existait pas, Arnaud Cosson a été repêché par le jury lors de son 1er passage le 30 septembre 2010 où il a obtenu une note de 54/100.

Pour cette première saison, sept des treize pensionnaires ont été repêchés au moins une fois.

## On n’demande qu’à en rire: «Spécial vacances»
Du 9 juillet 2011 au 3 septembre 2011 une nouvelle version de l'émission fut diffusée tous les samedis, entre 18 h 45 et 19 h 40. Seuls les treize pensionnaires y participaient, parfois accompagnés d'invités (guest-star) tels Jonathan Lambert, Jean-Marie Bigard, Tania Young, Clara Morgane, Claude Sarraute, les frères Bogdanoff, Amanda Lear ou André Manoukian. Pour l'occasion, la couleur du décor, habituellement dominée par le bleu est devenue jaune.
Les sketchs, toujours au nombre de 4 par émission, étaient notés par le jury et le public mais les candidats n'étaient pas éliminés s'ils faisaient moins de 60 sur 100.
À la fin de chaque émission, les humoristes ayant obtenu les 5 meilleurs notes sur 100 se positionnaient à droite du plateau sur les marches du décor (les scores ex æquo étaient sur la même marche) tandis que les autres humoristes restaient à gauche. Les humoristes présents sur les marches à droite du décor à la fin de l'émission du 27 août 2011 furent qualifiés pour la finale du 3 septembre 2011, en direct, durant laquelle les téléspectateurs votèrent pour désigner le meilleur humoriste de la saison.
| Humoriste | Note (sur 100) | Titre du sketch                                                         | Diffusion       |
| --- | -------------- | ----------------------------------------------------------------------- | --------------- |
| Arnaud Tsamere (participation en coulisses de Nicole Ferroni, Babass, Florent Peyre, Guillaume Sentou et Lamine Lezghad) | 97             | Pourquoi ma valise est toujours la dernière sur le tapis à l'aéroport ? | 13 août 2011    |
| Garnier et Sentou et Les Kicékafessa                                                                                     | 93             | En vacances à Paris Plage                                               | 6 août 2011     |
| Olivier de Benoist | 92             | Vous participez à un jeu de téléréalité de l'été                        | 27 août 2011    |
| Lamine Lezghad (participation de Constance, Florent Peyre, Arnaud Cosson et Garnier et Sentou)                           | 90             | Maitre nageur sur une plage bondée                                      | 23 juillet 2011 |
| Sacha Judaszko (en duo avec Arnaud Tsamere, participation d'Éric, pompier du Moulin-Rouge)                               | 89             | Partout où je vais, il pleut                                            | 23 juillet 2011 |
| Nicole Ferroni (en trio avec Garnier et Sentou)                                                                          | 89             | Dans les bouchons avec les enfants à l'arrière                          | 27 août 2011    |

Lors de l'émission du 3 septembre 2011, le thème imposé était le même pour tous, Vous racontez vos vacances à vos collègues de travail. 
Les candidats qualifiés ayant obtenu le même score (se trouvant sur la même marche lors de l'émission précédente) firent un sketch ensemble, ainsi, Nicole Ferroni et Sacha Judaszko jouèrent leur sketch en duo.
| Humoriste | Note (sur 20) | Titre du sketch                                       | Diffusion        |
| --- | ------------- | ----------------------------------------------------- | ---------------- |
| Arnaud Tsamere (participation de Jérémy Ferrari)                                                                            | 18            | Vous racontez vos vacances à vos collègues de travail | 3 septembre 2011 |
| Garnier et Sentou et Les Kicékafessa                                                                                        | 17            | Vous racontez vos vacances à vos collègues de travail | 3 septembre 2011 |
| Olivier de Benoist | 17            | Vous racontez vos vacances à vos collègues de travail | 3 septembre 2011 |
| Nicole Ferroni et Sacha Judaszko (participation de Florent Peyre, des Lascars Gays, Babass, Constance et de Jérémy Ferrari) | 16            | Vous racontez vos vacances à vos collègues de travail | 3 septembre 2011 |
| Lamine Lezghad | 13            | Vous racontez vos vacances à vos collègues de travail | 3 septembre 2011 |

C'est Arnaud Tsamere qui remporta le tournoi avec une note de 18/20 de la part des téléspectateurs.

## Spéciales

### Décalages dans le calendrier
- À cause des perturbations provoquées par la diffusion du tournoi de Roland-Garros, l'émission du 6 juin 2011 fut enregistrée préalablement. La note des téléspectateurs y fut donc remplacée par celle des spectateurs du Moulin-Rouge, les notes du jury restant tout de même indicatives. Par la suite et jusqu'à la fin de la saison, les émissions du lundi furent remplacées par des émissions habituelles.
- L'émission spéciale en direct a été exceptionnellement diffusée le mardi au lieu du lundi les 8 mars 2011[6] et  26 avril 2011.
- Le 1er juillet 2011, la dernière émission de la saison 1 (hors hebdomadaires estivales) fut remplacée par un direct sur l'affaire DSK. Les sketchs furent cependant mis sur le compte YouTube de la production.

### Quotidiennes
- Le 1er octobre 2010, les cinq humoristes ayant obtenu au moins une fois 80 points sur 100 (Shirley Souagnon, Alain Doucet, Kev' Adams, Olivier de Benoist et Les Lascars Gays) ont pu jouer un extrait de leur spectacle lors d'une émission spéciale[7].
- Le 5 novembre 2010, l'émission a été diffusée pour la première fois en direct[8] mais avec le règlement habituel.
- Depuis janvier 2011, l'émission est en direct tous les lundis[9] avec un règlement différent (voir ci-dessus), l'émission du 3 janvier 2011 faisant exception faute de candidats sélectionnés (règlement habituel).
- Un best-of (Spécial Pâques) a été diffusé le 25 avril 2011. Il remplaçait une émission enregistrée le 19 avril 2011 et censurée en raison de sketchs « pas montrable à 18 heures » (Laurent Ruquier) et d'une « ambiance globale [...] tendue » (Jérémy Ferrari)[10],[11],[12].

### Spéciales avec prix
À partir du 11 avril 2011, un nouveau type d'émissions spéciales apparaît certains lundi en direct. Les règles y sont différentes, les candidats y sont tous des pensionnaires et peuvent remporter des prix, ou récompenses, en fonction de la note que leur attribuent les téléspectateurs.
- Le 11 avril 2011, le sujet imposé était le même pour tous les humoristes, Un candidat de téléréalité rentre chez lui, et les candidats obtenant la meilleure note avait le libre choix du sujet pour le passage suivant. Il pouvait en outre imposer un sujet à chacun des autres humoristes présent ce soir là. En l’occurrence, Florent Peyre et Jérémy Ferrari ont eu la même meilleure note (18/20), ils ont donc imposé leur sujet à Constance et aux Lascars gays pour leur passage suivant.
- Le 26 avril 2011, l'humoriste ayant la meilleure note de l'émission gagnait le droit de participer pendant une semaine (de son choix) à l'émission de radio de Laurent Ruquier On va s'gêner sur Europe 1 en tant que chroniqueur. C'est Olivier de Benoist qui l'a remporté avec 18/20 pour un sketch avec Kev' Adams.
- Le 16 mai 2011, le sujet imposé était le même pour tous les humoristes, Le Festival de Cannes, et les candidats obtenaient le droit de participer à l'émission On a tout révisé du 31 mai 2011[13] s'ils obtenaient plus de 12/20 (ce qu'ils ont tous réussi). Constance pouvait gagner un poney (offert par Catherine Barma) si elle obtenait plus de 18/20, elle eut 19/20. Jérémy Ferrari le lui apporta lors de l'émission diffusée le 19 mai 2011.

## Le jury de la saison 1
À l'origine, le jury était composé de Laurent Ruquier, de deux invités ayant une actualité culturelle et d'un membre de la Bande à Ruquier, les trois derniers jurés changeaient alors chaque jour :
À partir du 18 octobre 2010, à la suite notamment du passage en tant que juré de Chantal Goya qui selon lui « n'avait pas joué le jeu », Laurent Ruquier décida de remplacer ce jury « temporaire » par un jury « récurrent » composé de lui-même et de trois spécialistes du monde du spectacle qui s’alternent parmi les personnalités suivantes :
- Jean Benguigui (toujours présent jusqu'au 7 juin 2011 puis occasionnellement absent)
- Catherine Barma (occasionnellement absente depuis le 24 janvier 2011)
- Éric Métayer (régulièrement depuis le 8 novembre 2010)
- Jean-Luc Moreau (régulièrement depuis le 17 novembre 2010)
- Virginie Lemoine (régulièrement jusqu'au 21 janvier 2011 puis ponctuellement)
- Philippe Gildas  (régulièrement jusqu'au 21 janvier 2011)
- Isabelle Mergault (ponctuellement à partir du 4 mars 2011)
- Patrice Leconte (ponctuellement à partir du 4 avril 2011)
- Michèle Bernier (du 17 novembre 2010 au 24 novembre 2010)
- Florence Foresti (le 9 mai 2011, le temps du sketch d'Arnaud Tsamere)

## Les candidats
Plusieurs centaines d'humoristes sont passés dans l'émission, quelques-uns d'entre eux arrivent à passer le cap des 5 participations, on parle alors de « pensionnaires » ou « d'habitués », ceux ayant passé le cap des 10 passages sont appelés « sociétaires ».
Légende : 
Fond blanc = Pensionnaire non sociétaire
Fond jaune = Pensionnaire sociétaire

### Liste des pensionnaires de la saison
Le nombre de passages dans les émissions hebdomadaires de l'été, le 1er octobre 2010 (Olivier de Benoist, Alain Doucet, Les Lascars Gays et Kev' Adams) et 25 avril 2011 (Arnaud Tsamère, Jérémy Ferrari, Garnier et Sentou et Florent Peyre) qui n'ont pas été comptabilisés par la production de l'émission.
| Humoriste          | Premier passage   | Dernier passage  | Nombre de passages |
| ------------------ | ----------------- | ---------------- | ------------------ |
| Olivier de Benoist | 6 septembre 2010  | 29 juin 2011     | 50                 |
| Les Lascars gays   | 9 septembre 2010  | 23 juin 2011     | 44                 |
| Jérémy Ferrari     | 8 octobre 2010    | 30 juin 2011     | 42                 |
| Garnier et Sentou  | 28 septembre 2010 | 1er juillet 2011 | 40                 |
| Florent Peyre      | 25 octobre 2010   | 28 juin 2011     | 34                 |
| Arnaud Tsamere     | 15 novembre 2010  | 1er juillet 2011 | 33                 |
| Babass             | 23 novembre 2010  | 30 juin 2011     | 31                 |
| Constance          | 2 décembre 2010   | 30 juin 2011     | 30                 |
| Lamine Lezghad     | 9 décembre 2010   | 30 juin 2011     | 28                 |
| Sacha Judaszko     | 27 septembre 2010 | 20 juin 2011     | 20                 |
| Nicole Ferroni     | 22 février 2011   | 1er juillet 2011 | 16                 |
| Les Kicékafessa    | 10 mars 2011      | 29 juin 2011     | 15                 |
| Arnaud Cosson      | 30 septembre 2010 | 27 juin 2011     | 12                 |
| Monsieur Fraize    | 22 mars 2011      | 23 juin 2011     | 6                  |
| Shirley Souagnon   | 14 septembre 2010 | 24 novembre 2010 | 6                  |

### Anciens pensionnaires
| Humoriste        | Premier passage   | Dernier passage  | Nombre de passages | Raison du départ |
| ---------------- | ----------------- | ---------------- | ------------------ | --- |
| Kev' Adams       | 15 septembre 2010 | 26 avril 2011    | 23                 | Décide d'arrêter l'émission le 21 février 2011 pour se consacrer au tournage de la série télévisée Soda.                                                                                        |
| Thierry Marquet  | 14 septembre 2010 | 22 mars 2011     | 14                 | Éliminé par les buzz de Jean Benguigui et de Laurent Ruquier lors d'une émission habituelle mais reviendra cependant à la fin de la saison 2                                                    |
| Alain Doucet     | 6 septembre 2010  | 19 novembre 2010 | 12                 | Éliminé par un score insuffisant (59/100) lors d'une émission habituelle. Cependant il reviendra dans l'emission le 14 janvier 2011 avec son ami Bernard Suin où il forme le duo des debarques. |
| Aurélia Decker   | 17 novembre 2010  | 16 mars 2011     | 8                  | Éliminée par un score insuffisant (51/100) lors d'une émission habituelle. |
| Les Jumoristes   | 8 octobre 2010    | 27 janvier 2011  | 8                  | Décident d'arrêter le jeu en refusant de participer à leur repêchage prévu le lundi 28 février 2011,.                                                                                           |
| Fary             | 8 septembre 2010  | 20 janvier 2011  | 6                  | Éliminé par un score insuffisant (35/100) lors d'une émission habituelle. Revient dans la saison 2 pour le rattrapage du 17 octobre 2011                                                        |
| Stéphane Murat   | 25 mars 2011      | 20 mai 2011      | 6                  | Décide avec Fabio d'arrêter l'émission en refusant de se faire rattraper en direct. |
| Philippe Rambaud | 25 novembre 2010  | 14 février 2011  | 6                  | Éliminé par la note des téléspectateurs (10/20) en direct. |
| Les Débarqués    | 14 janvier 2011   | 8 mars 2011      | 5                  | Éliminés par la note des téléspectateurs (11/20) en direct. |
| Karine Dubernet  | 29 octobre 2010   | 5 janvier 2011   | 5                  | Éliminée par deux buzz du jury lors d'une émission habituelle. |
| Gérard Dubouche  | 3 novembre 2010   | 4 février 2011   | 5                  | Décide d'arrêter le jeu en refusant de participer au repêchage prévu le lundi suivant. |
| Alex Ramirès     | 8 février 2011    | 14 mars 2011     | 5                  | Éliminé par la note des téléspectateurs (9/20) en direct. |
| Claudia Tagbo    | 27 avril 2011     | 28 juin 2011     | 5                  | Ne revient plus dans l'émission. |
| Les Zed          | 13 janvier 2011   | 28 février 2011  | 5                  | Éliminés par la note des téléspectateurs (11/20) en direct. |

## Meilleures notes de la saison

### Total des points sur 100 (émissions habituelles et estivales)
| Humoriste | Note (sur 100) | Titre du sketch                                                         | Diffusion                          |
| --- | -------------- | ----------------------------------------------------------------------- | ---------------------------------- |
| Arnaud Tsamere | 99             | L'avocat de la salade, la frite et la saucisse                          | 19 avril 2011                      |
| Lamine Lezghad (participation de Constance, Garnier et Sentou, Florent Peyre et Nicole Ferroni)                    | 99             | Le blouson rouge de «Thriller» aux enchères                             | 29 juin 2011                       |
| Lamine Lezghad | 98             | Un candidat de l'Eurovision de la chanson rentre déçu                   | 20 mai 2011                        |
| Lamine Lezghad (participation de Jean Benguigui et Jérémy Ferrari)                                                 | 98             | Le succès des prêtres chanteurs                                         | 10 juin 2011                       |
| Garnier et Sentou                                                                                                  | 97             | Une soirée SM qui tourne mal                                            | 24 mars 2011                       |
| Arnaud Tsamere (participation d'Olivier de Benoist)                                                                | 97             | Un pompiste explique le prix de l'essence                               | 29 avril 2011                      |
| Arnaud Tsamere (participation vocale de Nicole Ferroni, Babass, Florent Peyre, Guillaume Sentou et Lamine Lezghad) | 97             | Pourquoi ma valise est toujours la dernière sur le tapis à l'aéroport ? | 13 août 2011 (Spécial vacances)    |
| Arnaud Tsamere | 96             | Une association de défense de l'œuf mayo                                | 24 mars 2011                       |
| Arnaud Tsamere | 96             | Une maison à l'envers en Allemagne                                      | 8 avril 2011                       |
| Florent Peyre et Lamine Lezghad (participation de Guillaume Sentou)                                                | 96             | Le concours de blagues Carambar                                         | 14 avril 2011                      |
| Olivier de Benoist (participation d'Arnaud Tsamere)                                                                | 96             | Comment éviter les files d'attente au cinéma                            | 5 mai 2011                         |
| Garnier et Sentou                                                                                                  | 96             | Un rappeur pris en flagrant délit avec un travesti                      | 6 mai 2011                         |
| Olivier de Benoist                                                                                                 | 96             | Le journal de bord de DSK                                               | 8 juin 2011                        |
| Olivier de Benoist                                                                                                 | 95             | Ma télé n'est pas passée au numérique                                   | 15 mars 2011                       |
| Constance (participation de Sébastien en gogo-dancer)                                                              | 95             | Le boom des robots aspirateurs                                          | 5 mai 2011                         |
| Arnaud Tsamere | 95             | Le voleur de valises se cachait dans une valise                         | 1er juillet 2011                   |
| Les Lascars gays                                                                                                   | 93             | Automne : perte de moral et dépression saisonnière                      | 14 octobre 2010                    |
| Florent Peyre | 93             | Sauver les crapauds pour la saison des amours                           | 8 avril 2011                       |
| Les Potes'H (Arnaud Tsamere et Garnier et Sentou)                                                                  | 93             | Concerts sauvages sur les pistes,                                       | 12 avril 2011                      |
| Florent Peyre | 93             | Vous êtes exposant à la foire de Paris                                  | 3 mai 2011                         |
| Les Kicékafessa et Garnier et Sentou                                                                               | 93             | En vacances à Paris plage                                               | 6 août 2011 (Spécial vacances)     |
| Les Lascars gays                                                                                                   | 92             | Vous participez aux Mondiaux d'escrime à Paris                          | 1er décembre 2010                  |
| Les Lascars gays                                                                                                   | 92             | Jeu vidéo : mon corps est une manette                                   | 26 janvier 2011                    |
| Arnaud Tsamere | 92             | Mon chien est surdoué                                                   | 24 février 2011                    |
| Olivier de Benoist                                                                                                 | 92             | La révolte des femmes de chambre                                        | 29 juin 2011                       |
| Olivier de Benoist                                                                                                 | 92             | Vous participez à un jeu de téléréalité de l'été                        | 27 août 2011 (Spécial vacances)    |
| Arnaud Tsamere | 91             | Les fumeurs moins bruyants grâce aux mimes                              | 7 décembre 2010                    |
| Garnier et Sentou                                                                                                  | 91             | Discussion entre supporters OM / PSG                                    | 27 avril 2011                      |
| Garnier et Sentou (participation d'Éric, un pompier du Moulin-Rouge, et Babass)                                    | 91             | Mon chien ou mon chat au casting des tickets à gratter                  | 14 juin 2011                       |
| Arnaud Tsamere et Jérémy Ferrari                                                                                   | 91             | Vous êtes polyamoureux                                                  | 14 juin 2011                       |
| Olivier de Benoist                                                                                                 | 90             | Parler, même mort, via internet, c'est possible                         | 26 novembre 2010                   |
| Les Lascars gays (participation de Jérémy Ferrari)                                                                 | 90             | Quand les villes engagent des détectives privés                         | 11 mars 2011                       |
| Les Lascars gays                                                                                                   | 90             | Comment lancer une rumeur sans citer de nom                             | 23 juin 2011                       |
| Nicole Ferroni | 90             | On cherche la nouvelle James Bond Girl                                  | 1er juillet 2011                   |
| Garnier et Sentou                                                                                                  | 90             | Un studio hollywoodien à Toulouse                                       | 1er juillet 2011                   |
| Lamine Lezghad (participation de Florent Peyre, Constance, Garnier et Sentou et Arnaud Cosson)                     | 90             | Maître nageur sur une plage bondée                                      | 23 juillet 2011 (Spécial vacances) |
| Arnaud Tsamere (participation de André Manoukian)                                                                  | 90             | Fâcherie avec les amis en pleine vacances                               | 27 août 2011 (Spécial vacances)    |

### Note des téléspectateurs sur 20 (émissions spéciales en direct du lundi)
| Humoriste                                                                                       | Note (sur 20) | Titre du sketch                                       | Diffusion                           |
| ----------------------------------------------------------------------------------------------- | ------------- | ----------------------------------------------------- | ----------------------------------- |
| Olivier de Benoist et Kev' Adams (participation des Lascars gays)                               | 19            | Caricaturiste sur la place du Tertre                  | 31 janvier 2011                     |
| Arnaud Tsamere (participation de Catherine Barma et Florence Foresti)                           | 19            | Changer son or en argent liquide                      | 9 mai 2011                          |
| Constance                                                                                       | 19            | Le Festival de Cannes                                 | 16 mai 2011                         |
| Olivier de Benoist et Kev' Adams                                                                | 18            | Je n'ai rien eu pour la St Valentin                   | 21 février 2011                     |
| Olivier de Benoist et Babass (participation de Constance)                                       | 18            | La journée de la femme                                | 8 mars 2011                         |
| Les Lascars gays                                                                                | 18            | Un animateur TV fait une tournée des écoles           | 14 mars 2011                        |
| Arnaud Tsamere et Nicole Ferroni                                                                | 18            | Les assurances auto plus chères pour les femmes       | 21 mars 2011                        |
| Olivier de Benoist                                                                              | 18            | La mère d'un soldat voit le Charles de Gaulle partir  | 28 mars 2011                        |
| Florent Peyre                                                                                   | 18            | Un candidat de téléréalité rentre chez lui            | 11 avril 2011                       |
| Jérémy Ferrari                                                                                  | 18            | Un candidat de téléréalité rentre chez lui            | 11 avril 2011                       |
| Lamine Lezghad et Florent Peyre (participation de Garnier et Sentou)                            | 18            | Un débat sur la laïcité                               | 18 avril 2011                       |
| Olivier de Benoist et Kev' Adams (participation de Garnier et Sentou, Jérémy Ferrari et Babass) | 18            | Choisir les chansons pour le mariage d'Albert         | 26 avril 2011                       |
| Garnier et Sentou                                                                               | 18            | Le Festival de Cannes                                 | 16 mai 2011                         |
| Arnaud Tsamere (participation de Jérémy Ferrari)                                                | 18            | Vous racontez vos vacances à vos collègues de travail | 3 septembre 2011 (Spécial vacances) |